# Бойовичи
Бойовичи (на сръбски: Бојовићи) е село в Черна гора, част от Община Андриевица. Населението на селото през 2003 година е 128 души, предимно етнически сърби.

## Население
- 1948 – 192 жители
- 1953 – 195 жители
- 1961 – 144 жители
- 1971 – 157 жители
- 1981 – 155 жители
- 1991 – 131 жители
- 2003 – 128 жители

### Етнически състав
(2003)
- 120 (93,75 %) – сърби
- 8 (6,25 %) – черногорци